# Robert Peel (1er baronnet)
Pour les articles homonymes, voir Peel.
Robert Peel, 1er baronnet (25 avril 1750 - 3 mai 1830) est un homme politique et un industriel britannique et l'un des premiers fabricants de textiles de la révolution industrielle. Il est le père de Robert Peel, deux fois Premier ministre du Royaume-Uni.

## Jeunesse
Son père, Robert Peel, et son grand-père, William Peele, sont des agriculteurs également engagés dans l'industrie textile naissante, puis organisés sur la base du système domestique (la plupart des travaux étant effectués à domicile).
Comme beaucoup d'autres, Peel noue des partenariats pour réunir le capital nécessaire à la mise en place de filatures. Celles-ci sont alimentées à l'eau (en utilisant généralement le cadre d'eau inventé par Richard Arkwright), et sont donc situées au bord de rivières et de ruisseaux dans des campagnes. Ainsi, Peel et Yates installent une usine et des logements pour leurs ouvriers à Burrs près de Bury. Comme ailleurs, la pénurie de main-d'œuvre dans les districts ruraux est atténuée en employant des enfants pauvres comme «apprentis», importés de toute localité qui les voulait. Ils sont logés dans une sorte d'auberge.
Il devient assez riche et vit à Chamber Hall à Bury, où son fils plus célèbre est né. Peel est inscrit en tant qu'abonné à la navigation du canal de Manchester Bolton & Bury en 1791. Il construit également la première usine à Radcliffe, à proximité.

## Carrière politique
En politique, Peel est un conservateur supporter de l'Église et du roi et un fervent partisan de William Pitt le Jeune. C'est inhabituel, car de nombreux propriétaires d'usines du Lancashire sont non conformistes et radicaux. En 1790, il est élu député pour Tamworth après avoir acheté l'arrondissement ainsi que le domaine de Lord Bath dans la région et avoir transposé ces principes dans la vie politique. Il fait de Drayton Manor dans le Staffordshire sa résidence principale et commence à adopter le style de vie d’un gentilhomme campagnard. En 1800, il est créé baronnet, de Drayton Manor, dans le comté de Stafford, et de Bury, dans le comté de Palatine à Lancaster. Préoccupé par les conditions de travail des enfants dans l'industrie cotonnière et encore plus préoccupé par le fait que certaines de ses usines aient été dirigées par leurs « surveillants » (dirigeants) contrairement à ses intentions paternalistes, en 1802, il introduit La santé et la morale des apprentis Act, une législation qui vise à limiter le nombre d'heures travaillées par les apprentis enfants dans les usines et oblige les propriétaires d'usines à dispenser une formation scolaire. En 1815, sous l'impulsion de Robert Owen, il présente un projet de loi instaurant des limites plus strictes quant au temps de travail des enfants (qu'ils soient apprentis ou non) dans les usines de textile, qui est adopté (fortement modifié, et ne s'appliquant qu'à l'industrie du coton) sous le nom de Cotton Mills and Factories Act. En 1817, il se retire des affaires, les diverses sociétés de personnes qui exploitent ses usines étant dissoutes. Lors de l'élection générale de 1818, Peel et son fils William sont les deux députés élus par Tamworth lors d'une élection contestée. En 1820, Peel quitte le Parlement (en rétablissant la disposition traditionnelle à Tamworth consistant à élire un député non contesté choisi par le propriétaire et un représentant d'autres intérêts locaux).

## Famille
Peel épouse sa première épouse, Ellen Yates (la fille de son associé) le 8 juillet 1783. Ils ont onze enfants, dont :
- Robert Peel, Premier ministre du Royaume-Uni.
- William Yates Peel, député et homme politique[2]. Il épouse Lady Jane Elizabeth Moore, fille de Stephen Moore (2e comte Mount Cashell) et son épouse Margaret King.
- Edmund Peel, député et homme politique[3]
- Jonathan Peel, général, homme politique et propriétaire de chevaux de course (dont « Orlando », vainqueur du « Running Rein » Derby de 1844)[4]
- Laurence Peel (né en 1801), député et homme politique, qui épouse Jane Lennox, fille de Charles Lennox (4e duc de Richmond) ; décrit par un historien comme « le plus jeune et le moins talentueux, mais peut-être le plus attrayant personnellement des frères Peel »[5].
- Harriet Peel, qui épouse Robert Henley (2e baron Henley).
- Mary Peel, épouse de George Robert Dawson.

Il a de grands espoirs pour ses enfants, en particulier son fils aîné, Robert, à qui il fait répéter la substance du sermon de chaque dimanche après la messe. Peel accepte de ne pas se mêler à la haute société, mais a l'intention de préparer son fils à le faire.
Après le décès de sa première femme, Peel épouse Susanna Clerke (sœur de William Clerke) le 18 octobre 1805. Le mariage échoue et le couple se sépare finalement. Susanna s'installe dans le Warwickshire. Elle est décédée le 10 septembre 1824. Robert est alors malade et ses enfants le représentent à l'enterrement.
Dans son testament, il laisse un montant égal à chacun de ses fils, à l'exception de Robert, à qui il laisse toutes ses terres et quatre fois l'actif laissé aux autres fils. Peel a donné 230 000 £ à Robert de son vivant, plus 100 000 £ lors de son mariage et lui a offert 154 000 £ supplémentaires.